# Горенє Каменє
Горенє Каменє (словен. Gorenje Kamenje) — поселення в общині Ново Место, регіон Південно-Східна Словенія, Словенія. Висота над рівнем моря: 386,6 м.